# Samerpak Srinon
Samerpak Srinon (thailändisch เสมอภาค ศรีนนท์, * 1. Mai 1991) ist ein thailändischer Fußballspieler.

## Karriere
Samerpak Srinon erlernte das Fußballspielen beim damaligen Drittligisten Bangkok FC in Bangkok. Hier unterschrieb er auch 2011 seinen ersten Profivertrag. Am Ende der Saison 2010 stieg der Bangkok FC in die zweite Liga auf. Bis 2014 spielte er mit dem Club in der Thai Premier League Division 1. 2015 wechselte er zum Ligakonkurrenten Sukhothai FC nach Sukhothai. Am Ende der Saison belegte der Club den dritten Tabellenplatz und stieg somit in die erste Liga auf. Für Sukhothai absolvierte er 2016 sieben Spiele in der Thai Premier League. 2017 unterschrieb er einen Vertrag beim ebenfalls in der ersten Liga spielenden Sisaket FC aus Sisaket. Am Ende der Saison musste er mit dem Club als Tabellensiebzehnter in die Thai League 2 absteigen. Nach dem Abstieg verließ er Sisaket und schloss sich in Bangkok dem Zweitligisten Kasetsart FC an. Nach einem Jahr verließ er Bangkok und wechselte nach Sattahip zum Erstligaabsteiger Navy FC. 2019 absolvierte er sechs Zweitligaspiele für die Navy. 2020 nahm ihn Ligakonkurrent Lampang FC aus Lampang unter Vertrag. Für Lampang stand er zweimal auf dem Spielfeld. Von Juli 2021 bis Dezember 2021 war er vertrags- und vereinslos. Anfang Januar 2022 wurde er vom Zweitligisten Muangkan United FC unter Vertrag genommen. Für Muangkan bestritt er bis Saisonende zwölf Ligaspiele. Da Muangkan die Lizenz für die kommenden Saison verweigert wurde, wechselte er im Juni 2022 zum Zweitligaaufsteiger Uthai Thani FC. Für den Zweitligisten aus Uthai Thani bestritt er zehn Ligaspiele. Nach der Hinrunde wurde sein Vertrag im Dezember 2022 aufgelöst. Im gleichen Monat unterschrieb er einen Vertrag beim ebenfalls in der zweiten Liga spielenden Krabi FC. Für Krabi bestritt er 17 Zweitligaspiele. Nach der Saison wurde sein Vertrag nicht verlängert. Zu Beginn der Saison 2023/24 unterschrieb er im Sommer 2023 einen Vertrag beim Drittligisten Kongkrailas United FC. Mit dem Verein aus Sukhothai spielt er in der Northern Region der Liga.